# Penízek prorostlý

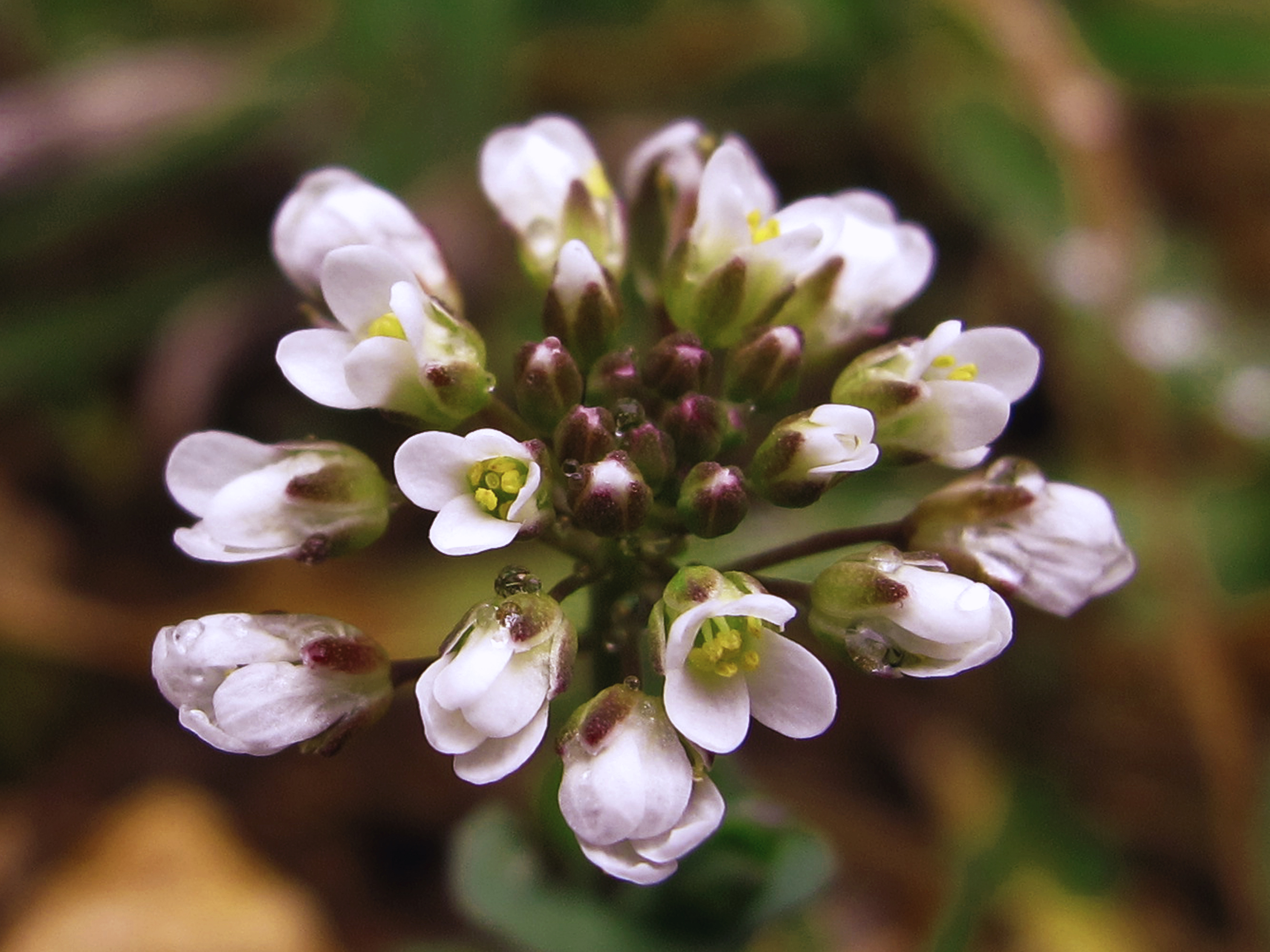
Květenství

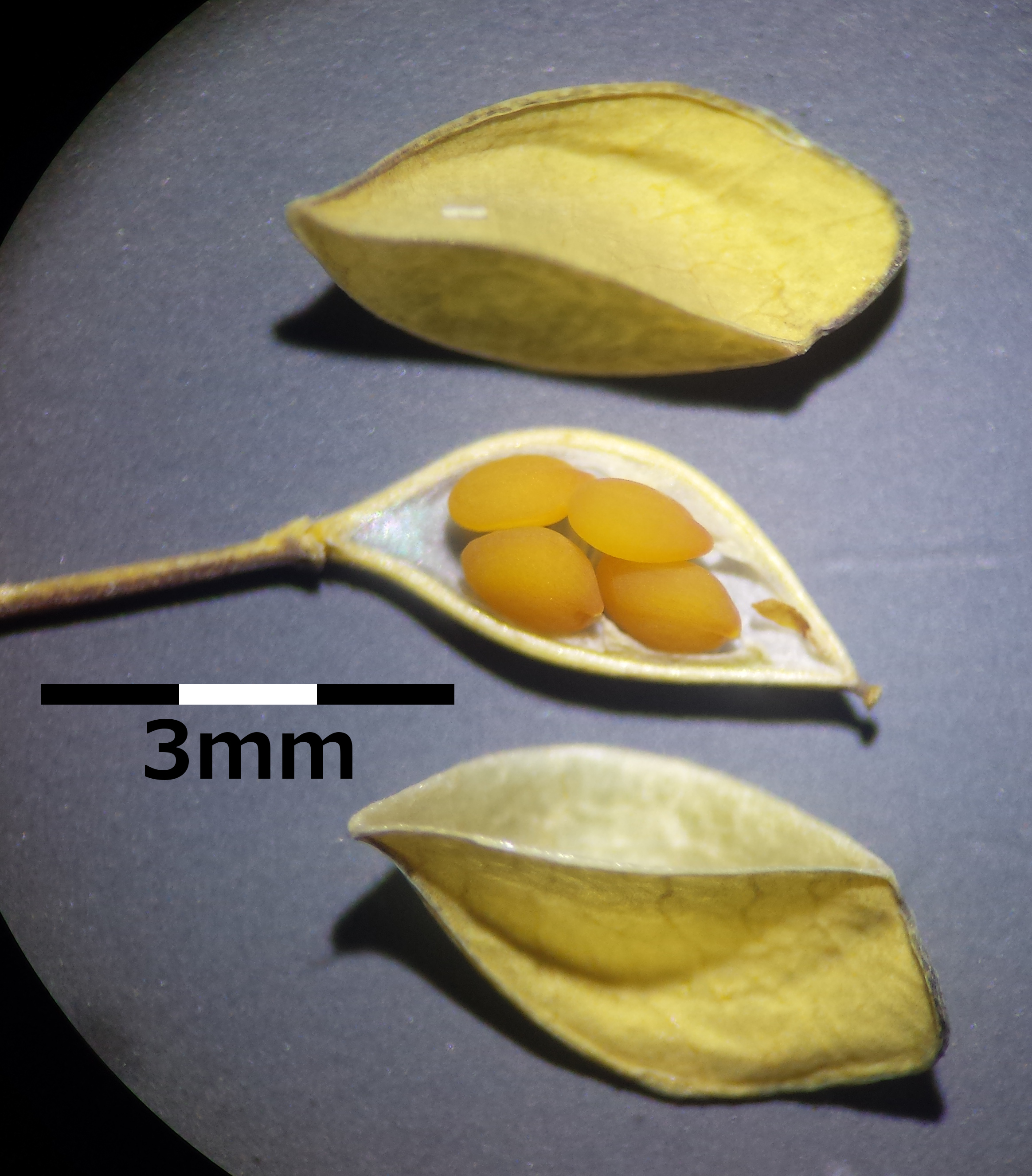
Zralý plod se semeny

Penízek prorostlý (Microthlaspi perfoliatum) je drobná, dvouletá, efemerní, šedě zelená bylina vysoká do 20 cm. Již brzy z jara kvete drobnými bílými květy, které se po opylení přemění v nápadné plody, křídlaté, nafouklé šešulky. S příchodem léta plody dozrávají a rostlina usychá.
Po rozdělením rodu Thlaspi dostal v roce 1973 vědecké jméno Microthlaspi perfoliatum. Od roku 2014 se projednává rozdělení rodu Microthlaspi a následný přesun penízku prorostlého se jménem Noccaea perfoliata do nového rodu Noccaea.

## Rozšíření
Rostlina je rozšířená téměř v celé Evropě, severním směrem až po 52° severní šířky a jižním směrem po břehy Středozemního moře. Na východ její areál sahá přes Ural a Kavkaz až na Sibiř a do Střední Asie a severní Číny, jižním směrem přes jihozápadní Asii a Arabský poloostrov až na Indický subkontinent. Vyskytuje se také na severu Afriky v oblastech přilehlých ke Středomoří. Jako nepůvodní druh byl zavlečen i do Severní Ameriky.
V české přírodě je teplomilným druhem, jenž se vyskytuje v planárním až montánním stupni, hojně roste v nížinách a roztroušeně v pahorkatinách. Obvykle se jeho stanoviště nachází do nadmořské výšky 500 m n. m.

## Ekologie
Je hemikryptofyt, který nejčastěji roste na slunných stanovištích v sušších trávnících na kamenitých stráních, ve vinicích, na mezích, okrajích polí a lesů, podél cest a na železničních náspech. Je vázaný na půdy lehké, mírně humózn a obvykle na vapnitém podloží, nejčastěji se vyskytuje v nesouvislém vegetačním krytu, kde je minimum konkurujících rostlin. Mnohdy se objevuje na místech, která v letním období trpí nedostatkem vody a bývají prostá jiných rostlin.
Kvete velmi brzy na jaře, v březnu a dubnu, počátkem července již bývají semena dozrálá. Je krátkověkou bylinou, jejíž semena většinou vyklíčí již na podzim a vytvoří drobnou listovou růžici, která přečká zimu a na jaře vypustí květonosnou lodyhu a vykvete. Velmi rychle odkvete, vytvoří plody a ukončí svůj životní cyklus. Pokud semena vzejdou až na jaře, rostou rostliny sice také rychle, ale jejich doba vegetace je o poznání opožděná za ozimými jedinci.
Existuje několik cytotypů, v české přírodě rostou hexaploidní rostliny 2n = 42 se stupněm ploidie x = 6. Mimo území republiky se ještě vyskytují rostliny diploidní, tetraploidní nebo dekaploidní s 2n = 14, 28 nebo 70, přičemž spolu často koexistují ve smíšených populacích.

## Popis
Dvouletá, jen zřídka jednoletá bylina s lodyhou vysokou 10 až 20 cm vyrůstající z tenkého, až nitkovitého kořene. Lodyha je lysá, nasivělá, vespod někdy načervenalá, přímá, na průřezu válcovitá, jednoduchá nebo od spodu chudě rozvětvená, vyrůstá z řídké přízemní růžice, někdy vyráží z jedné růžice více lodyh. Listy v růžici mají asi 1 cm dlouhý řapík, jsou obvejčité, celokrajné a v době kvetení již bývají suché. Lodyžní listy vyrůstající střídavě jsou objímavé, mají velká ouška, bývají vejčité až kopinaté, po obvodě celokrajné či zubaté a nemají palisty. Listy jsou obdobně šedivé jako lodyha a po rozemnutí páchnou po česneku a ostře chutnají.
Květy vyrůstají v hustém koncovém či úžlabním hroznovitém květenství, které se po odkvětu prodlužuje. Oboupohlavný, krátce stopkatý čtyřčetný květ má žlutavě zelené, občas fialověle naběhlé, eliptické kališní lístky dlouhé asi 1 mm. Korunní lístky jsou bílé, úzce obvejčité, na konci zaokrouhlené, asi 3 mm velké a nehetnaté. Do dvou kruhů je uspořádáno šest tyčinek, čtyři delší ve vnitřním a dvě kratší ve vnějším, obojí nesou prašníky zůstávající žluté i po vyprášení pylu. U báze prašníků jsou čtyři nektaria. Svrchní semeník, vzniklý ze dvou plodolistů, je druhotně čtyřdílný, blizna je slabě dvoulaločná. Opylení zajišťuje drobný hmyz.
Z opyleného květu se vyvine plod šešulka, velká 4 až 6 mm, která vyrostla na téměř stejně dlouhé, rovnovážně odstávající stopce. Šešulka je úzkopřehrádečná, široce obsrdčitá až obvejčitá, lžícovitě prohnutá a naspodu vypouklá. Její chlopně mají po celém obvodě blanitá křídla, v srdčitém výkrojku je patrná suchá čnělka s bliznou. V pouzdře šešulky bývá po čtyřech eliptických, mírně zploštělých, žlutavě hnědých semenech, která jsou asi 1,5 mm velká a za vlhka slizovatí.
Rostlina se může rozmnožovat jediným způsobem, generativně. Semena bývají na nevelké vzdálenosti rozfoukává na větrem, nebo se vlhká přilepí k srsti či peří procházejících živočichů nebo k projíždějící technice. Některá semena vyklíčí hromadně a to již koncem léta, jiná si podržují dormanci a vyraší až na jaře.

## Význam
Málo významná plevelná rostlina, která byla v prehistorických dobách zavlečená do střední Evropy z oblastí okolo Středozemního moře. Roste jako drobný plevel na polích, mezích, v zahradách, suchých příkopech, na slunném i přistíněném místě s lehkou, drobivou půdou. Zapleveluje především ozimy a vytrvalé pícniny, svůj cyklus však dokončuje již v době, kde se obilniny nebo traviny teprve začínají rozrůstat. Znatelně škodí jen tehdy, když se vyskytne ve velkém množství a svými listovými růžicemi utláčí právě vzcházející plodiny. Je bylinou citlivou na běžně používané herbicidy, žádná speciální ochrana se proti ní neprovádí. Vláčení zamořených porostů pozdě na podzim a brzy z jara tento drobný plevel z polí spolehlivě odstraní.